# Yuen Long District
Yuen Long (chinesisch 元朗區 / 元朗区, Pinyin Yuánlǎng Qū, Jyutping Jyun4long5 Keoi1, veraltete Umschrift Un Long) ist ein Distrikt in den New Territories von Hongkong. Auf einer Fläche von 138,56 km² leben etwa 614.178 Einwohner. Es gibt 2021 im Distrikt insgesamt 386.366 amtlich registrierten Wähler für den Bezirksrat (englisch district council).
Die ersten Siedlungen im heutigen Distrikt entstanden während der Song-Dynastie (960–1279).
Der Ping Shan Heritage Trail ist ein 1,6 km langer Geschichtslehrpfad im Westen des Distrikts bei Ping Shan, verwaltungstechnisch Ping Shan Heung. Auf dem Lehrpfad werden die ersten historischen Bauten Hongkongs aus der Song-Zeit sowie das frühere Leben der Hongkonger Urbewohner in den Dörfern der Tangs (鄧氏) vorgestellt. Der Familienklan der Tangs (鄧氏家族) gehört zur Urbevölkerung Hongkongs und ist Teil der Fünf Großen Familienklans der New Territories (新界五大氏族, englisch The Five Great Clans of the New Territories) mit einer langen Tradition.
Seit 1958 betreiben Fußballenthusiasten der Region eine eigene Fußballmannschaft, die Yuen Long FC.

## Geographie
Yuen Long liegt auf einem großen Schwemmland im Nordwesten der New Territories und wird von drei Seiten von Hügeln umgeben. Der Bezirk umfasst Ping Shan Heung (屏山鄉), Ha Tsuen Heung (廈村鄉), Kam Tin Heung (錦田鄉), Pat Heung (八鄉), San Tin Heung (新田鄉), Shap Pat Heung (十八鄉), Yuen Long Town (元朗市) und Tin Shui Wai (天水圍) mit einer Gesamtfläche von rund 144,30 km².